# Croix (Territoire de Belfort)
Pour les articles homonymes, voir Croix (homonymie).
Croix est une commune française située dans le département du Territoire de Belfort, la région culturelle et historique de Franche-Comté et la région administrative Bourgogne-Franche-Comté. Ses habitants sont appelés les Croyens.
La commune est administrativement rattachée au canton de Delle.

## Géographie
Elle est située à l'extrême sud du département, bordée par la frontière suisse (canton du Jura) à l'est et au sud et par le département du Doubs à l'ouest.
Le village s'est développé sur un plateau qui fait partie du massif du Jura, à 590 mètres d'altitude environ. Avec 548 mètres, le bourg de Croix est le plus élevé du Territoire de Belfort.
Il s'agit de la commune de France métropolitaine la plus éloignée de la mer[réf. nécessaire].

### Climat
Pour des articles plus généraux, voir Climat de la Bourgogne-Franche-Comté et Climat du Territoire de Belfort.
En 2010, le climat de la commune est de type climat de montagne, selon une étude du Centre national de la recherche scientifique s'appuyant sur une série de données couvrant la période 1971-2000. En 2020, Météo-France publie une typologie des climats de la France métropolitaine dans laquelle la commune est dans une zone de transition entre le climat semi-continental et le climat de montagne et est dans une zone de transition entre les régions climatiques « Vosges » et « Jura ». 
Pour la période 1971-2000, la température annuelle moyenne est de 8,6 °C, avec une amplitude thermique annuelle de 17,1 °C. Le cumul annuel moyen de précipitations est de 1 235 mm, avec 12,4 jours de précipitations en janvier et 11 jours en juillet. Pour la période 1991-2020, la température moyenne annuelle observée sur la station météorologique de Météo-France la plus proche, « Saint-Dizier-l'Évêque_sapc », sur la commune de Saint-Dizier-l'Évêque à 3 km à vol d'oiseau, est de 10,1 °C et le cumul annuel moyen de précipitations est de 1 099,4 mm. 
La température maximale relevée sur cette station est de 37 °C, atteinte le 13 août 2003 ; la température minimale est de −17,4 °C, atteinte le 20 décembre 2009,,. 
Les paramètres climatiques de la commune ont été estimés pour le milieu du siècle (2041-2070) selon différents scénarios d'émission de gaz à effet de serre à partir des nouvelles projections climatiques de référence DRIAS-2020. Ils sont consultables sur un site dédié publié par Météo-France en novembre 2022.

## Urbanisme

### Typologie
Au 1er janvier 2024, Croix est catégorisée commune rurale à habitat dispersé, selon la nouvelle grille communale de densité à sept niveaux définie par l'Insee en 2022.
Elle est située hors unité urbaine et hors attraction des villes,.

### Occupation des sols
L'occupation des sols de la commune, telle qu'elle ressort de la base de données européenne d’occupation biophysique des sols Corine Land Cover (CLC), est marquée par l'importance des territoires agricoles (69 % en 2018), une proportion sensiblement équivalente à celle de 1990 (69,1 %). La répartition détaillée en 2018 est la suivante : 
terres arables (50,8 %), forêts (26,1 %), prairies (18,2 %), zones urbanisées (4,6 %), zones industrielles ou commerciales et réseaux de communication (0,3 %), milieux à végétation arbustive et/ou herbacée (0,1 %). L'évolution de l’occupation des sols de la commune et de ses infrastructures peut être observée sur les différentes représentations cartographiques du territoire : la carte de Cassini (XVIIIe siècle), la carte d'état-major (1820-1866) et les cartes ou photos aériennes de l'IGN pour la période actuelle (1950 à aujourd'hui).

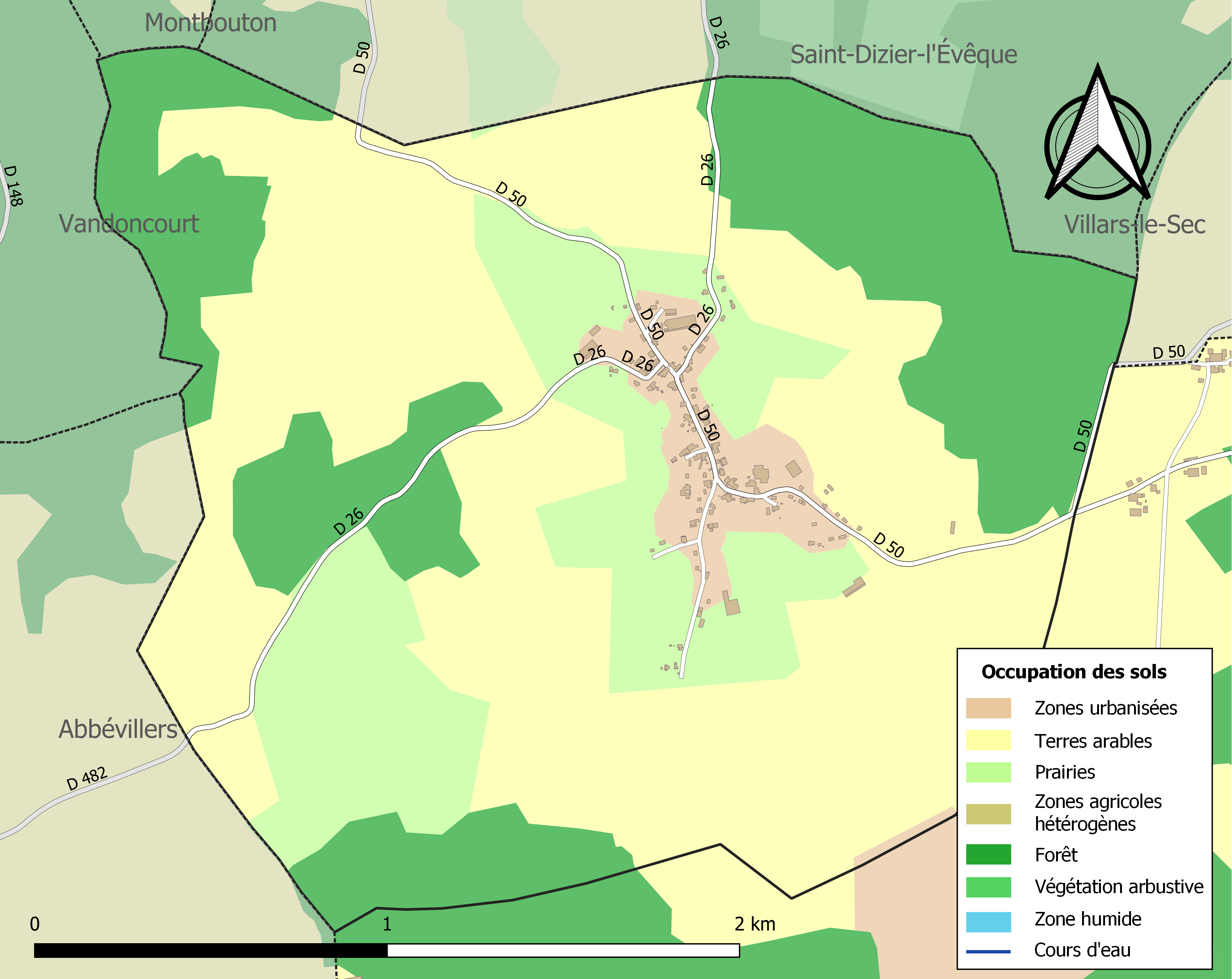
Carte des infrastructures et de l'occupation des sols de la commune en 2018 (CLC).

## Toponymie
- Ad Crucem (vers 672), Ad Crucem (IXe siècle), Ecclesiam de Cruce/Waltherus de Cruce (1232), Daz torf ze Krütz (1303).

## Histoire
D'après la légende, saint Dizier et saint Regenfroi auraient été assassinés vers 675 à l'endroit où Croix s'est développé. Dizier venait à peine de planter en terre un bâton en forme de croix et de se mettre en prière qu'il fut assailli par des brigands. Avant de rendre l'âme, Dizier eut le temps de donner la consigne à son serviteur Villibert, seulement blessé, de faire ensevelir leurs corps dans l'oratoire dédié à saint Martin situé à trois kilomètres plus au nord. Cet oratoire se trouvait à l'endroit où se dresse maintenant l'église de Saint-Dizier-l'Évêque.
En 1232, Croix possédait une église depuis longtemps, que les moines de l'abbaye de Lucelle étaient chargés de réparer. L'abbaye de Murbach y possédait des droits qu'elle céda en 1274 à Thierry III, comte de Montbéliard. Cette église, devenue trop petite au moment du développement de la région de Beaucourt à cause de l'augmentation de la population, fut reconstruite en 1852. À la suite d'un incendie en 1967, un nouvel édifice moderne fut inauguré en 1971.
Deux puits à balancier ont été conservés au centre du village.

## Politique et administration

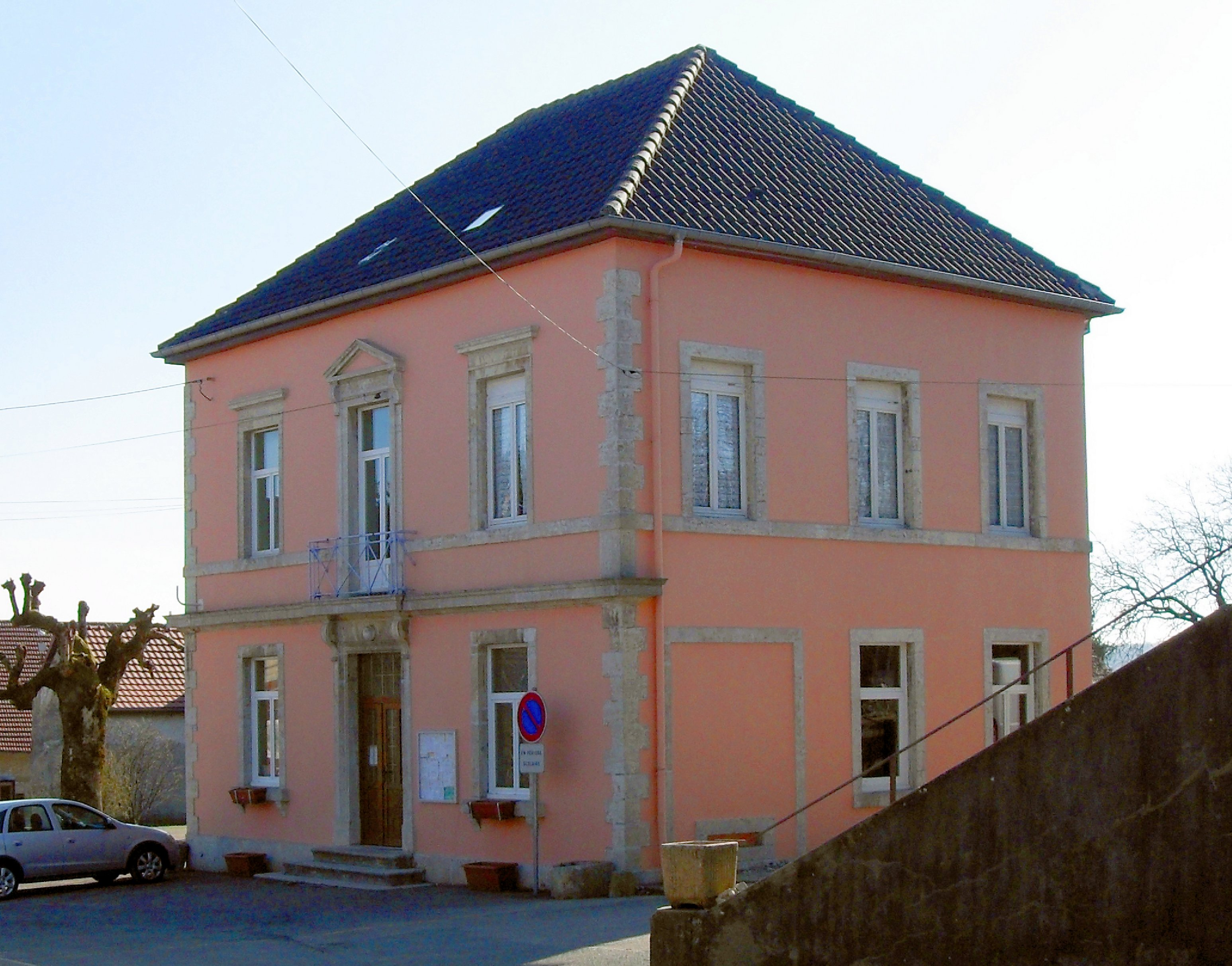
La mairie de Croix.

| Période                                  | Période      | Identité               | Étiquette | Qualité |
| ---------------------------------------- | ------------ | ---------------------- | --------- | ------- |
| Les données manquantes sont à compléter. |              |                        |           |         |
| mars 2001                                |              | Sylvie Drouard-Manzoni |           |         |
| 2014                                     | 10 juin 2018 | Claude Schwander       |           |         |
| 10 juin 2018                             | 2020         | Emmanuelle Py          |           |         |
| 2020                                     | En cours     | Claude Monnier         |           |         |

## Population et société

### Démographie
L'évolution du nombre d'habitants est connue à travers les recensements de la population effectués dans la commune depuis 1793. Pour les communes de moins de 10 000 habitants, une enquête de recensement portant sur toute la population est réalisée tous les cinq ans, les populations de référence des années intermédiaires étant quant à elles estimées par interpolation ou extrapolation. Pour la commune, le premier recensement exhaustif entrant dans le cadre du nouveau dispositif a été réalisé en 2004.

En 2022, la commune comptait 178 habitants, en évolution de +8,54 % par rapport à 2016 (Territoire de Belfort : −2,78 %, France hors Mayotte : +2,11 %).
| 1793 | 1800 | 1806 | 1821 | 1831 | 1836 | 1841 | 1846 | 1851 |
| ---- | ---- | ---- | ---- | ---- | ---- | ---- | ---- | ---- |
| 207  | 190  | 313  | 285  | 316  | 327  | 350  | 339  | 338  |

| 1856 | 1861 | 1866 | 1872 | 1876 | 1881 | 1886 | 1891 | 1896 |
| ---- | ---- | ---- | ---- | ---- | ---- | ---- | ---- | ---- |
| 315  | 342  | 330  | 300  | 303  | 310  | 303  | 298  | 286  |

| 1901 | 1906 | 1911 | 1921 | 1926 | 1931 | 1936 | 1946 | 1954 |
| ---- | ---- | ---- | ---- | ---- | ---- | ---- | ---- | ---- |
| 272  | 248  | 219  | 195  | 208  | 215  | 187  | 144  | 160  |

| 1962 | 1968 | 1975 | 1982 | 1990 | 1999 | 2004 | 2006 | 2009 |
| ---- | ---- | ---- | ---- | ---- | ---- | ---- | ---- | ---- |
| 152  | 136  | 121  | 112  | 122  | 139  | 158  | 161  | 162  |

| 2014 | 2019 | 2022 | - | - | - | - | - | - |
| ---- | ---- | ---- | - | - | - | - | - | - |
| 166  | 168  | 178  | - | - | - | - | - | - |

## Culture locale et patrimoine

### Lieux et monuments
- Le château d'eau en forme de croix.
- L'église au clocher pyramidal.
- Deux anciens puits à balancier.

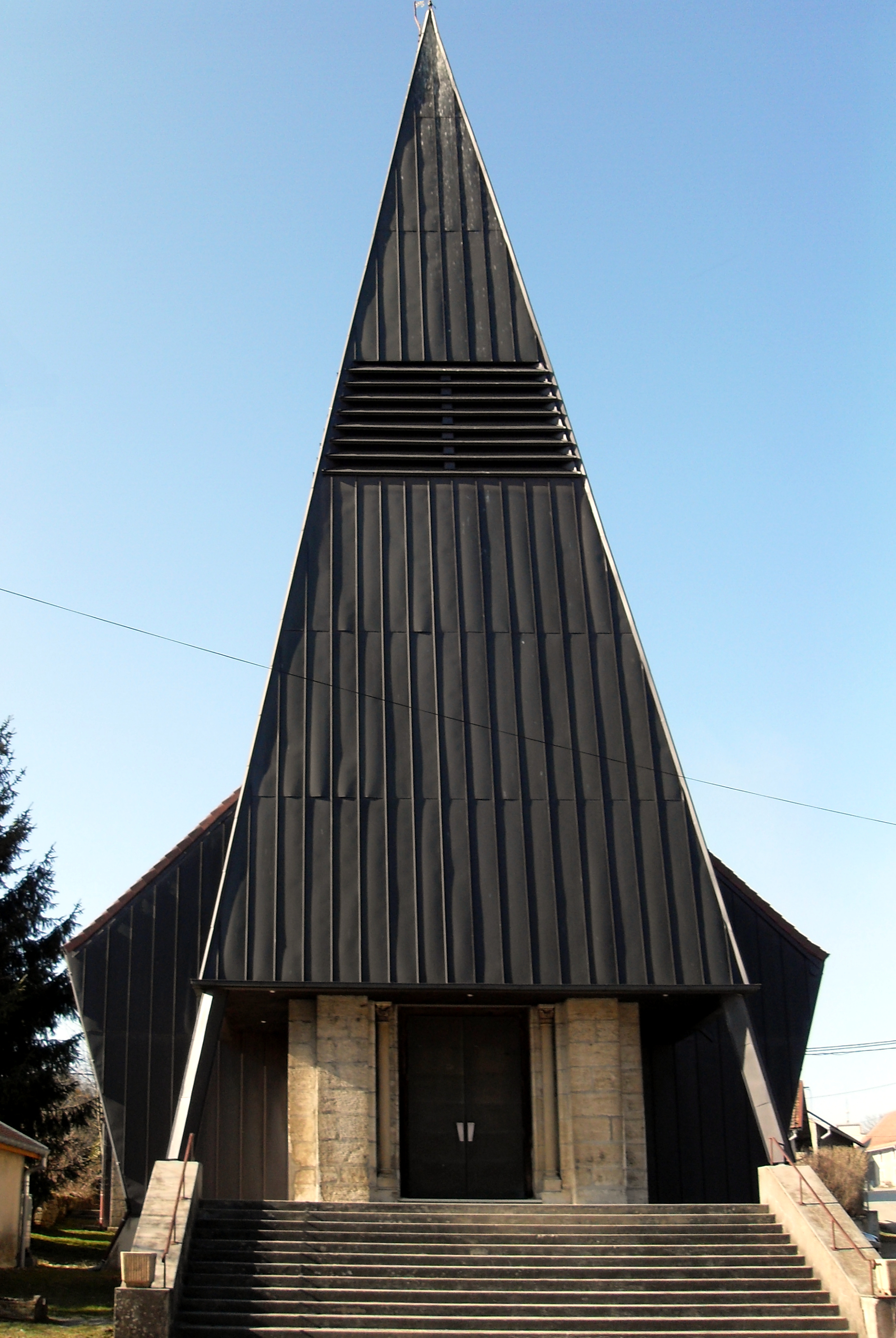
L'église Saint-Nicolas.
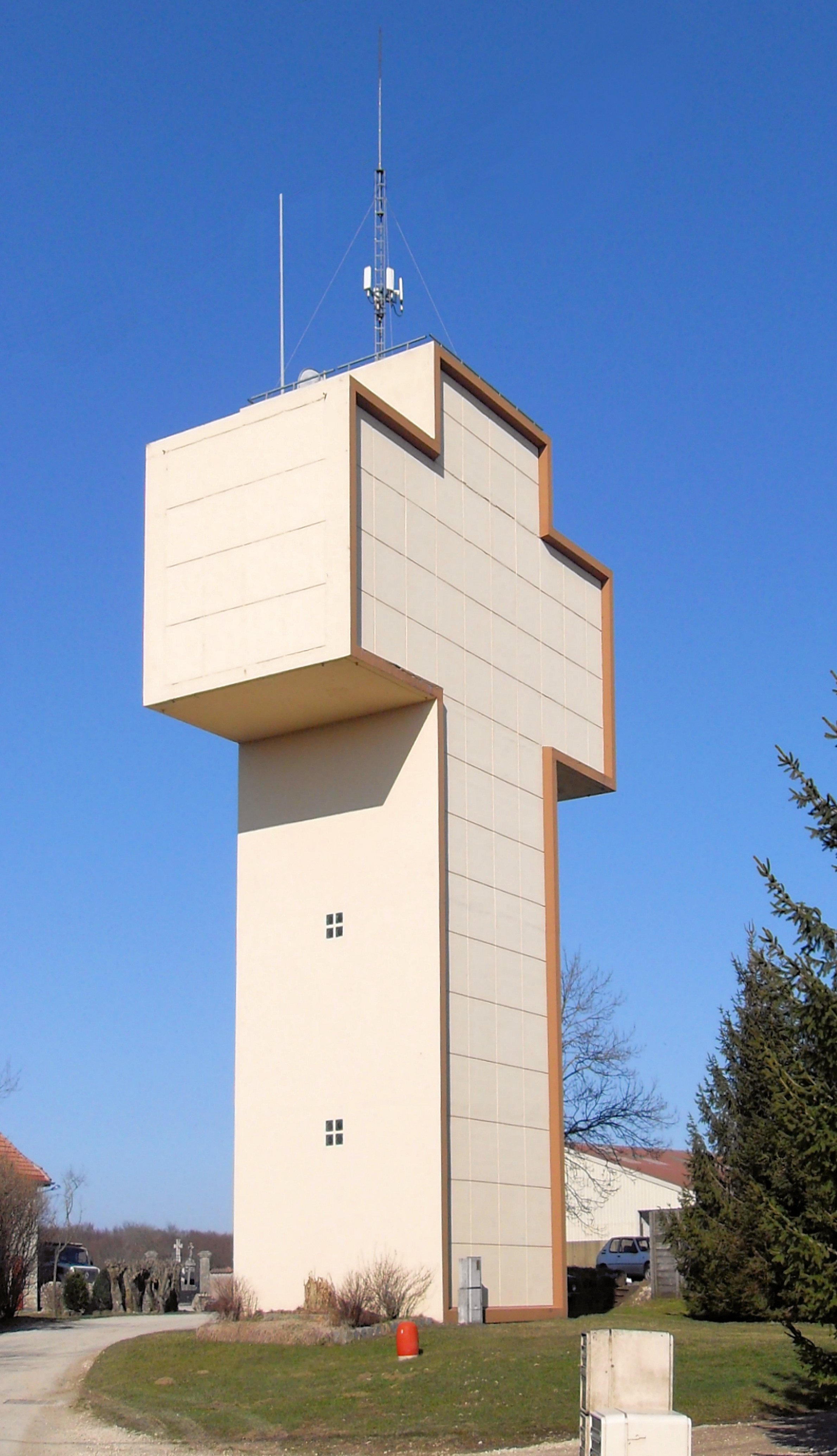
Le château d'eau.
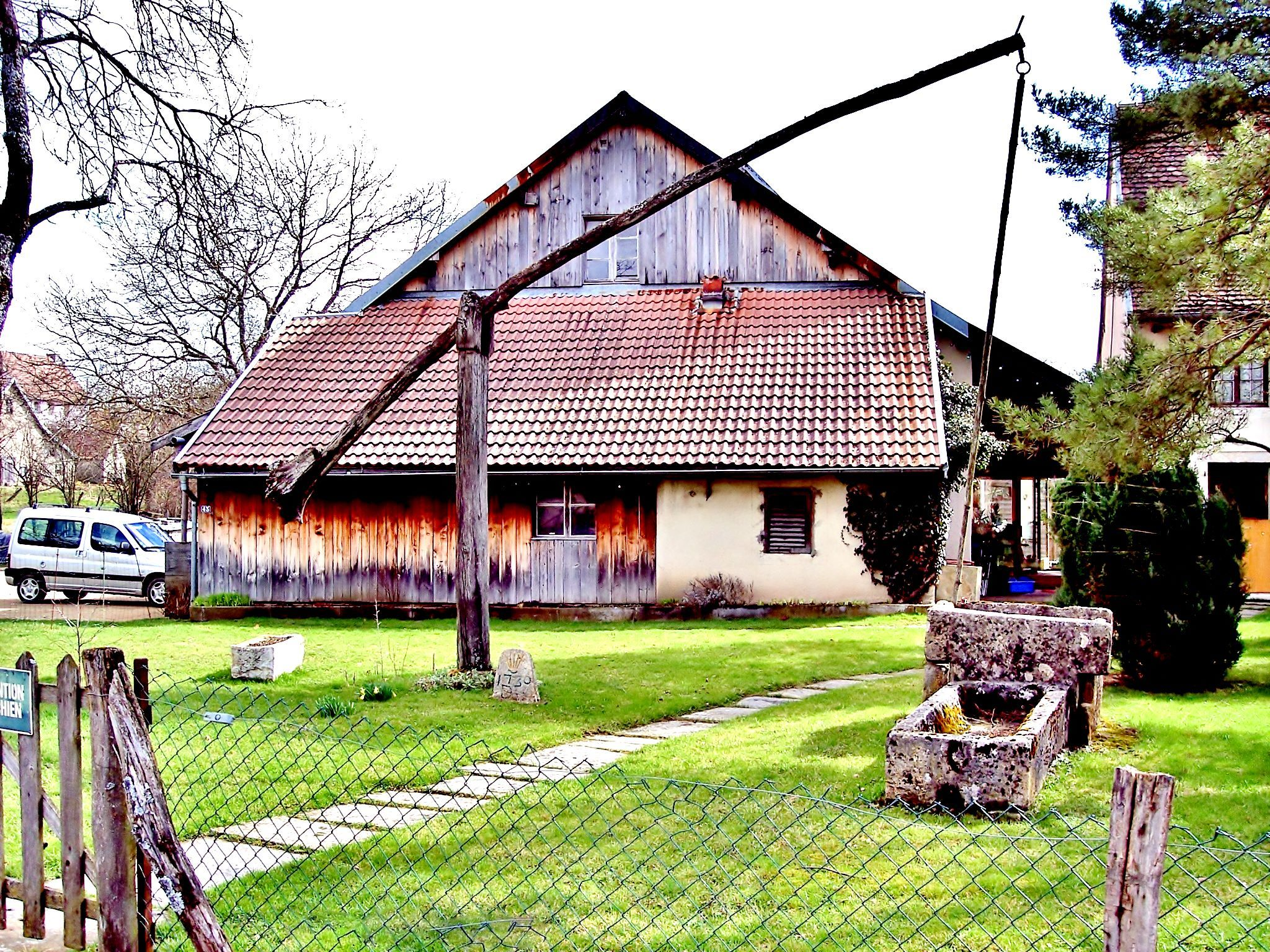
Un puits à balancier.

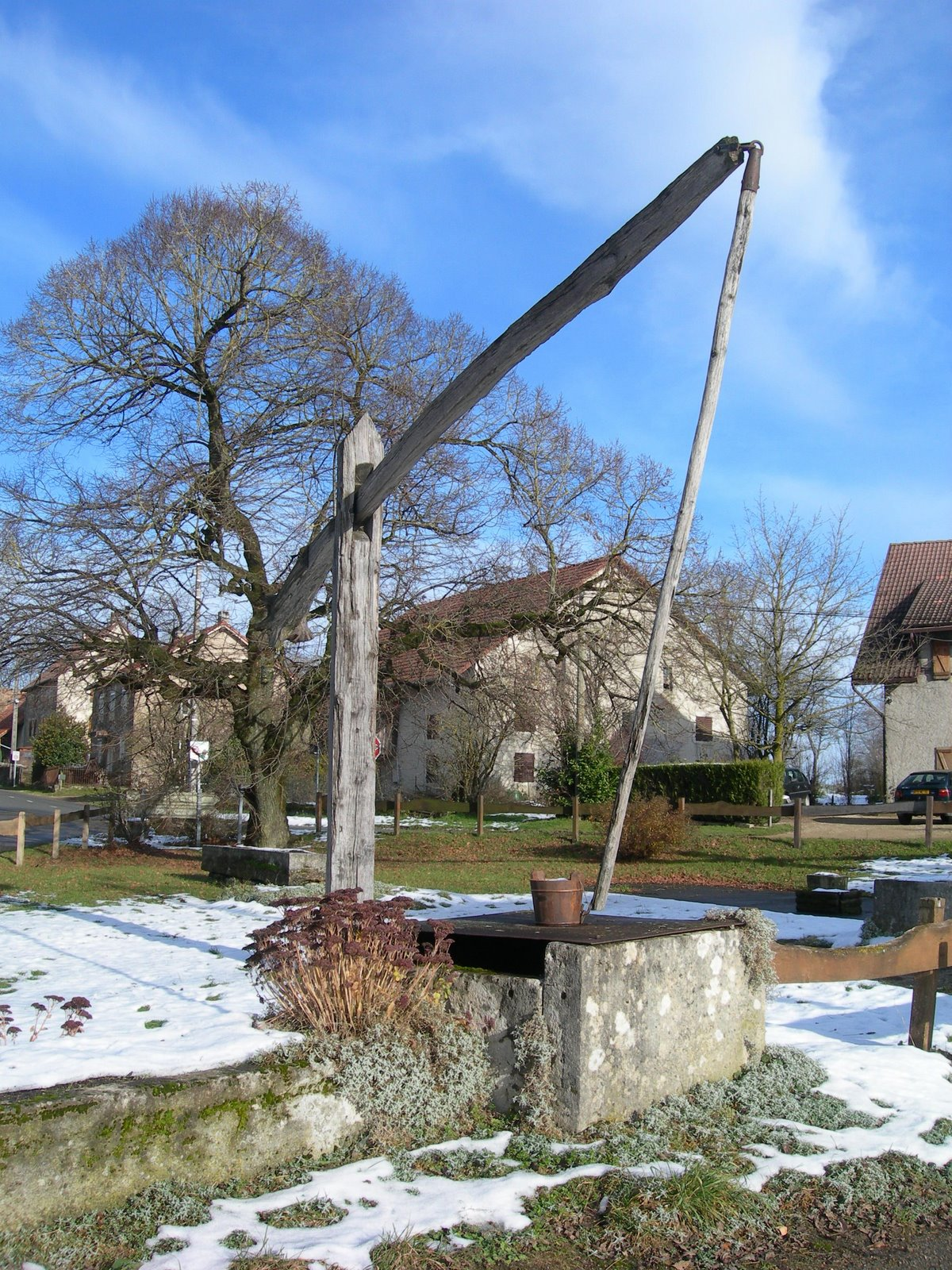
Un puits à balancier.
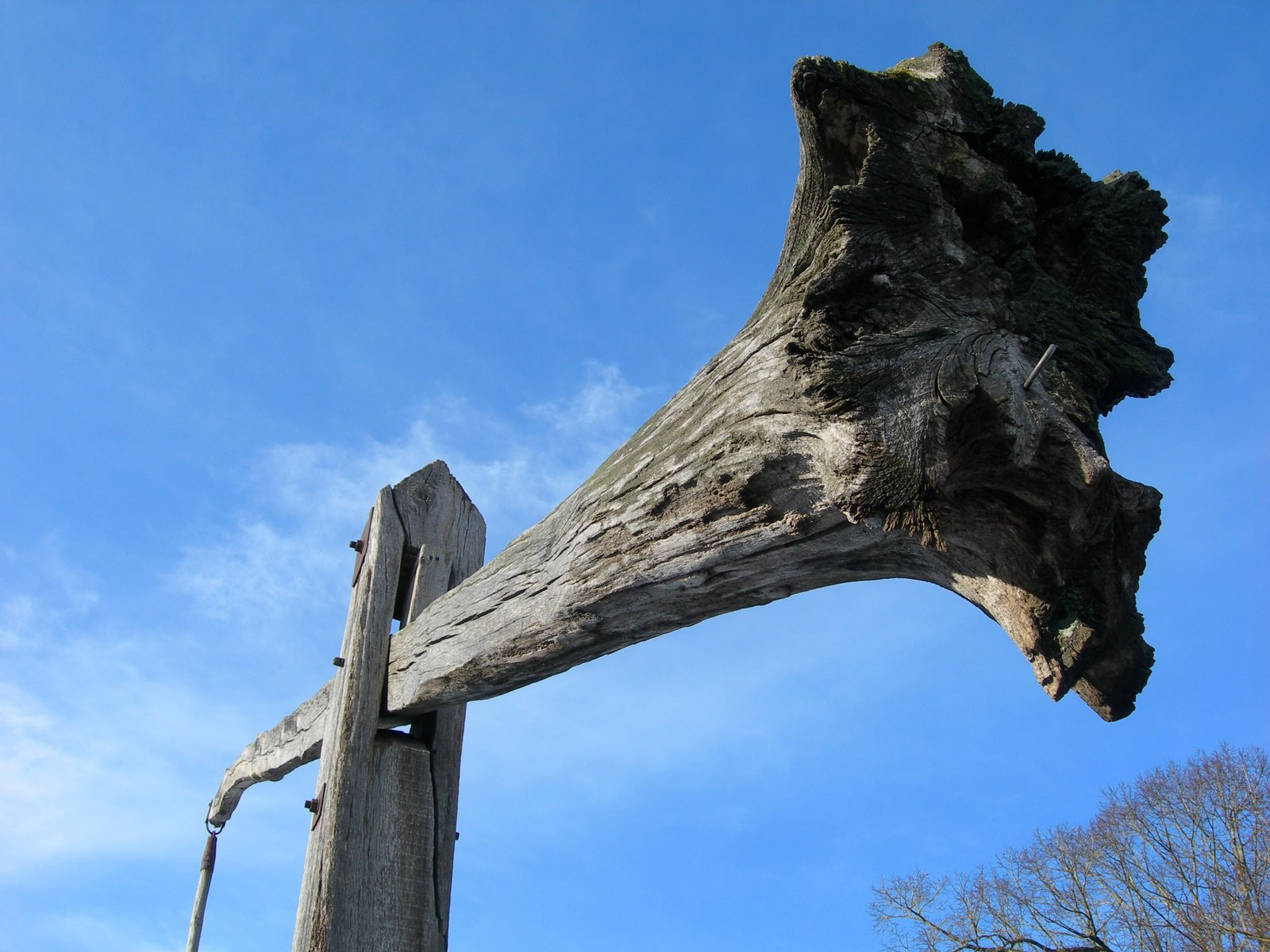
Arbre de l'un des puits à balancier.
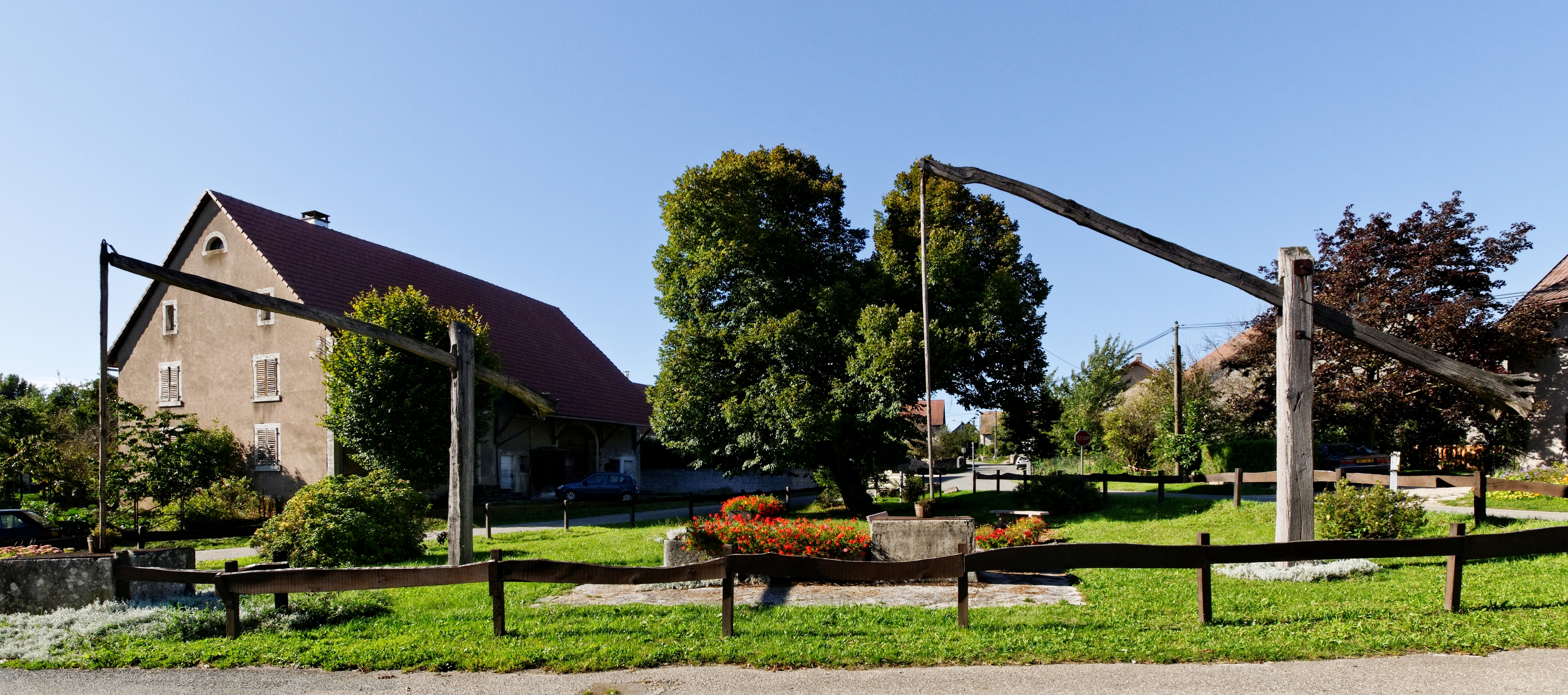
Ensemble des deux puits à balancier.

### Personnalités liées à la commune
Yeni N'Gbakoto, joueur de football né à Croix.

## Héraldique
|  | Les armes de la commune se blasonnent ainsi : De gueules à la croix d'argent cantonnée de quatre besants d'or. |

## Pour approfondir